# Fidiobia pronotata
Fidiobia pronotata is een vliesvleugelig insect uit de familie van de Platygastridae. De wetenschappelijke naam van de soort is voor het eerst geldig gepubliceerd in 1958 door Szabó.